# Монгольська каліграфія
Монгольська каліграфія — це форма каліграфії або художнього письма монгольською мовою. В 2013 році монгольська каліграфія була внесена до списку нематеріальної культурної спадщини ЮНЕСКО, сьогодні вона потребує термінової охорони. Монгольська каліграфія — це мистецтво пензля, яке виражає стародавнє традиційне значення, культуру, знання народу. Письмо пензлем не тільки пов'язане з повсякденним життям людей, але є мистецтвом. На Сході з давнини каліграфія використовує пензлі, чорнило та папір для створення творів мистецтва зі змістом і ритмом.

## Опис
Перша фонетична писемність поширилося на захід і стала основою грецької та латинської абетки, а на сході через арамейську, сирійську та согдійську мови уйгурський алфавіт став основою монгольської писемності.  Його найбільш помітною особливістю є його вертикальний напрям; це єдиний вертикальна писемність, яка все ще використовується, що пишеться зліва направо. (Усі інші вертикальні системи письма пишуться справа наліво). Це тому, що уйгури повертали свій шрифт на 90 градусів проти годинникової стрілки, щоб наслідувати китайську систему письма. Монгольська каліграфія пише зверху донизу, якби переписує кочовий спосіб життя для гармонії з природою. Монгольська каліграфія є символом монгольської культури та національної гордості. Букви складаються з шести основних штрихів, відомих як голова, зуб, ніжка, живіт, дужка та хвіст відповідно. Літера монгольської писемності складається з кількох штрихів, одна літера позначена трьома різними фігурами на початку, в середині та в кінці слова. Функція письма полягає в тому, щоб з'єднувати літери разом, утворюючи слова. Основні форми каліграфії різноманітні, такі як давній тиг, старанний тиг (офіційне письмо), прокручуваний тиг, складений тиг, складений тиг, печатний тиг, куплетний тип.
Монгольські каліграфи робили свої власні пензлі. Вони використовували хутро з вух кроликів і рисей, пір'я голубів, хутро внутрішні частини вух великої рогатої худоби, хутро бабаків, білки. Для письма використовували різний папір, великий розмір називають кінським, а менший — овечим.

## Історія
Вчені вважають, що найдавнішою відомою монгольською каліграфічною пам'яткою є Кам'яний напис Чингісхана, п'ятирядковий напис на камені, створений у 1224—1225 роках.

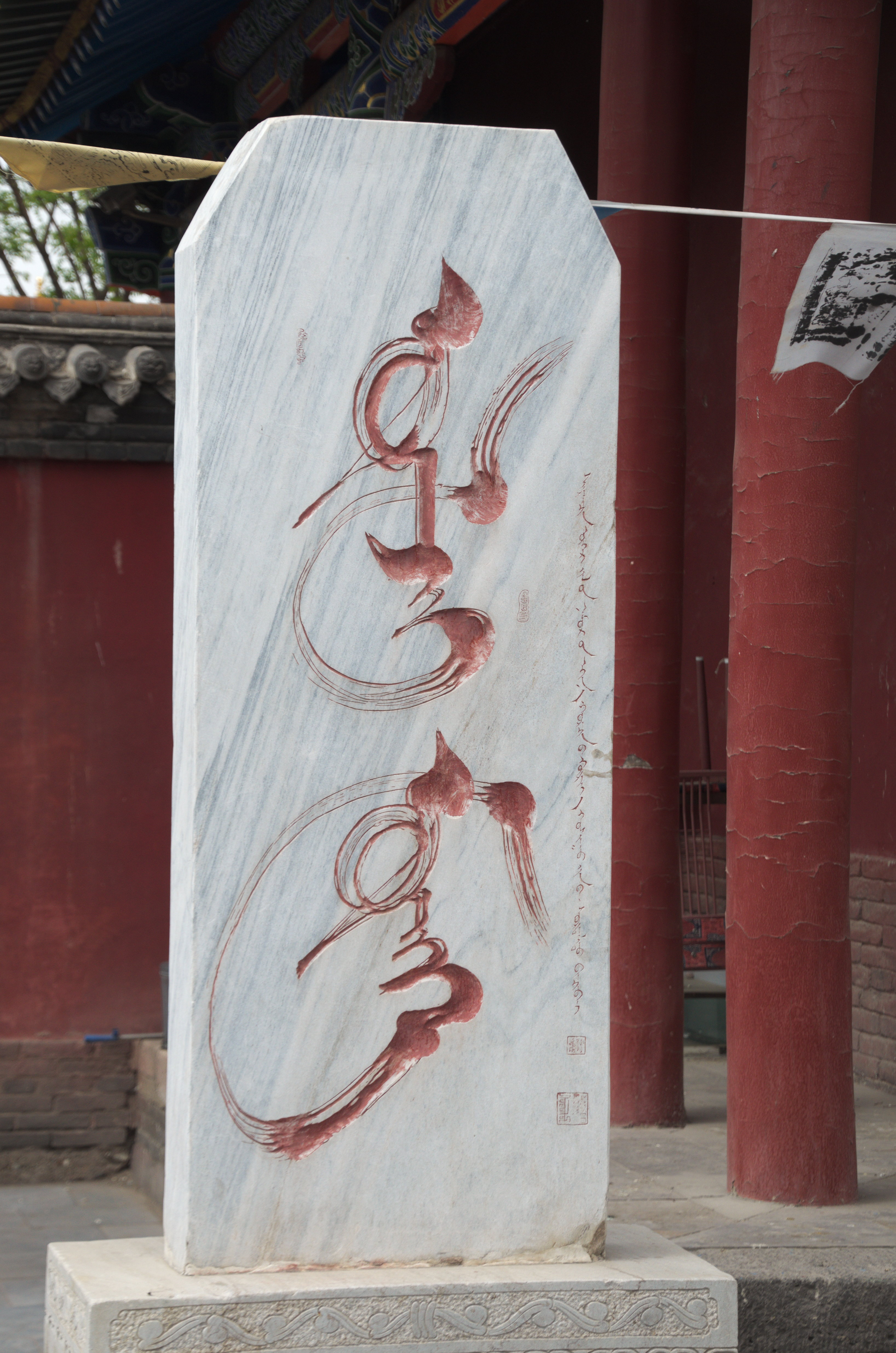
Стела з монгольською каліграфією

Крім монгольської писемності, монголи також писали «китайське письмо», «квадратне письмо», яким писав  Пагва Ламою Лодоіджальцаном у 1269 році, «жирне письмо», написане Зайою Намхайямцом у 1648 році. «Писемність Сойомбо», створена монгольським ченцем і вченим Богдо Занабазаром у 1686 році. Спеціальний гліф у письмі — символ Сойомбо — став національним символом Монголії і з'явився на державному прапорі з 1921 року, а на державному гербі — з 1992 року, а також на грошах, марках тощо. Є багато пам'яток зі старовинними монгольськими літерами, як  грамота Абаги хана 1267 року, грамота Аргун хана 1289 року, грамота Ульзіїт хана та багато рідкісних пам'яток, що сьогодні зберігаються в закордонних країнах.

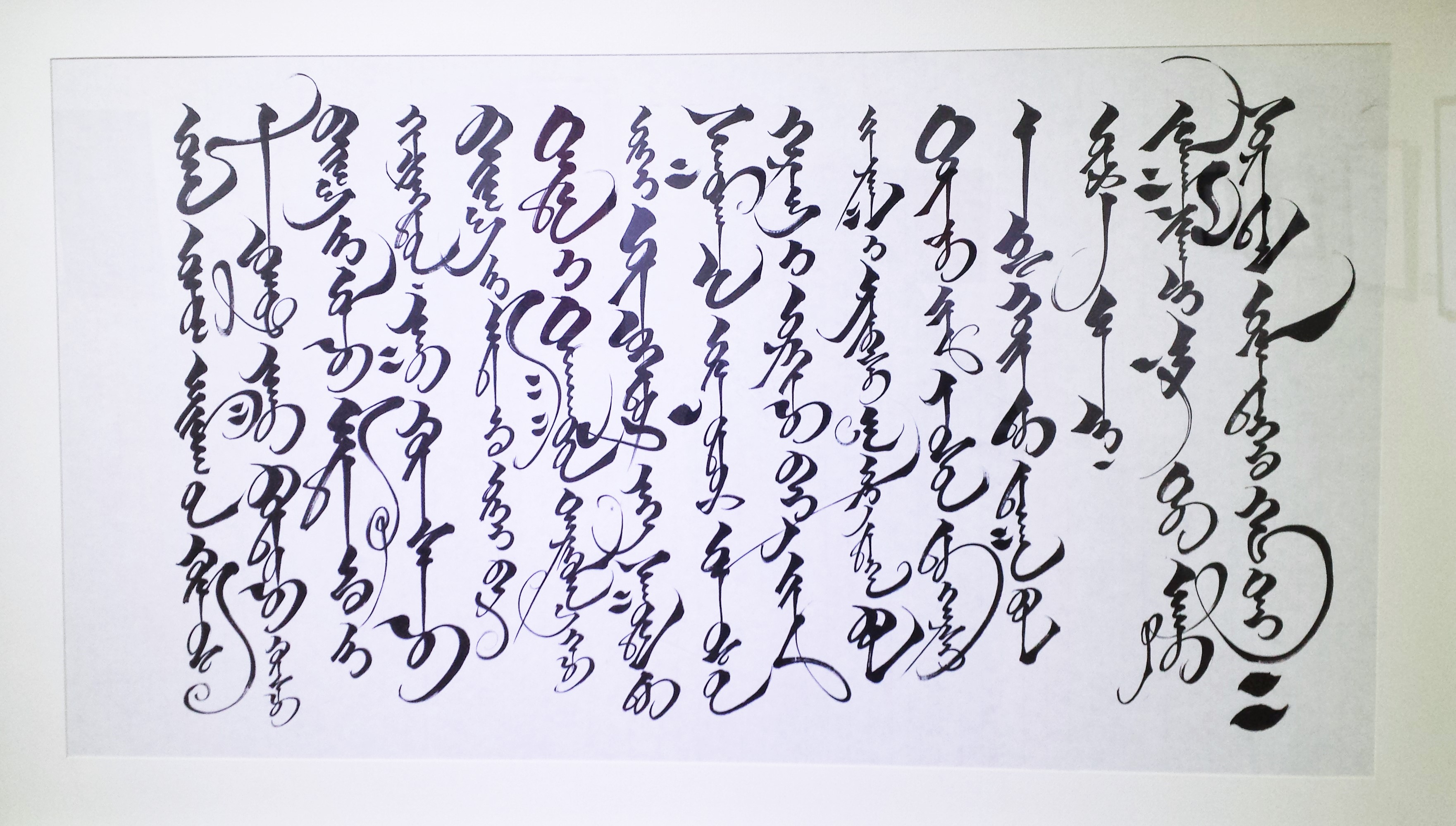
Монгольська каліграфія

Кажуть, що на початку Монгольського ханство у XII столітті використовувалася монгольська каліграфія для термінових повідомлень. У 1911 році  був знайдено лист із червоними монгольськими квадратними літерами, написаними на жовтому шовку.
Стародавні монгольські каліграфи мали правила: писати наступний рядок коли чорнило першого написаного рядка не висохло,  налаштовували своє дихання так, що писати на одному диханні, у стабільному темпі  писати сторінки безперервно навіть коли залишилась крапелька чорнил. Майстри кажуть, що хорошим каліграфом можна стати, лише якщо написати слово 10 000 разів. Тому для старанного письма пензлем дуже важливі уважність, старанність і наполегливість.
Дослідники монгольської неурядової організації та Монгольської школи мови та культури, Центру каліграфії, а також понад 150 незалежних каліграфів Монгольської асоціації сучасних каліграфів реалізують плани розвитку та популяризації монгольської каліграфії. Монгольська газета «Хумуун Бічіг» поширює інформацію та знання про дослідження монгольської каліграфії, виставки, методи навчання та інтерв'ю монгольською писемністю в середніх школах. З 2006 року в країні щорічно проходить серед молодих каліграфів виставка монгольської каліграфії «Бічіг Сойол», під час якої організовується конкурс каліграфії «Біріін Ердем» (з монг. Допомагати один одному). Монгольська асоціація сучасних каліграфів була створена в 2007 році і щороку організовує виставку під назвою «Новий сніг» для підтримки молодих каліграфів та студентів.  
Такі організації як Монгольський національний історичний музей, Центральний історичний архів, Монгольська національна центральна бібліотека та Школа монгольської мови та культури при Національному університеті Монголії, надали допомогу у номінації монгольської каліграфії для включення до Списку нематеріальної культурної спадщини ЮНЕСКО.

Галерея
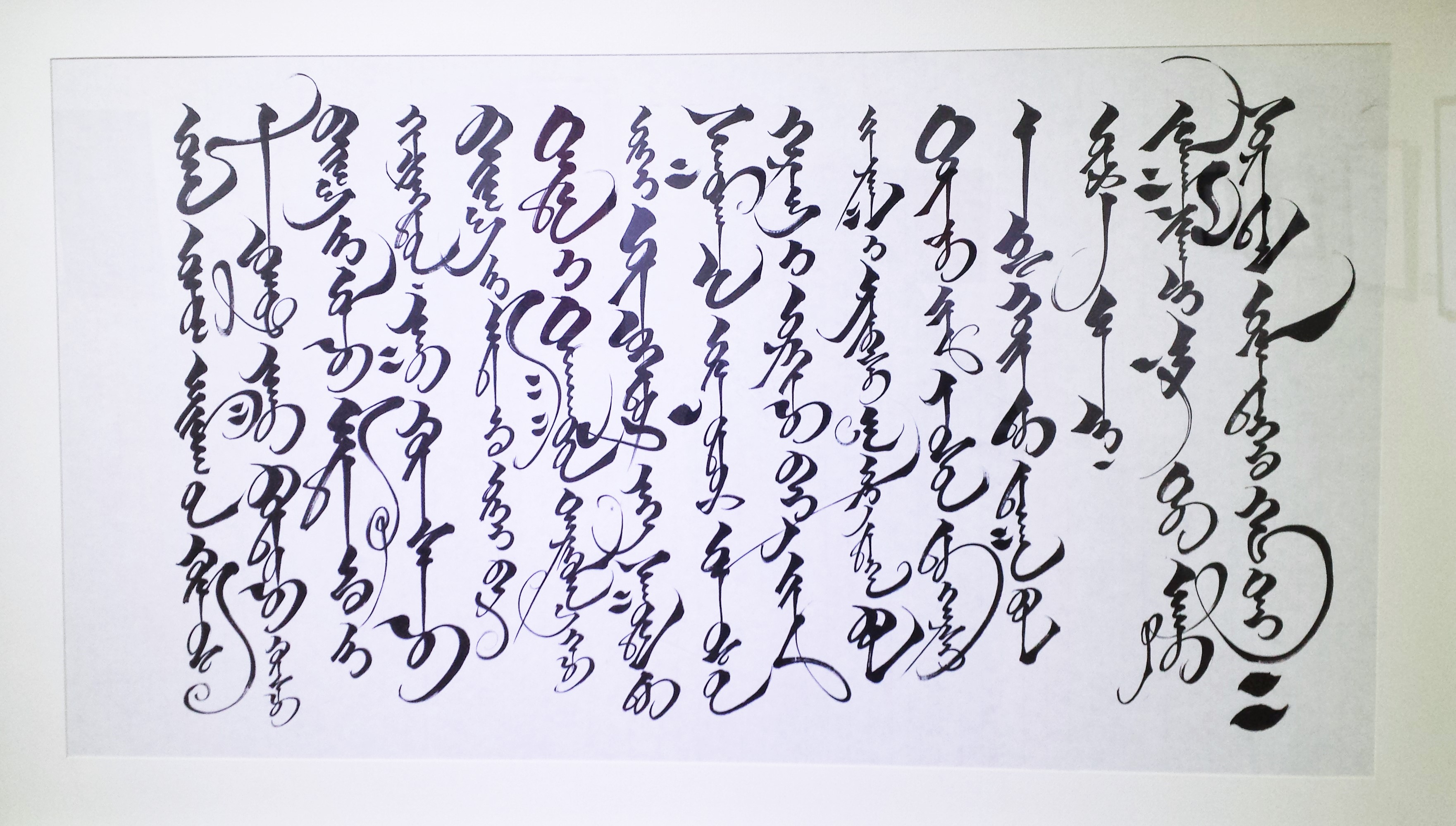
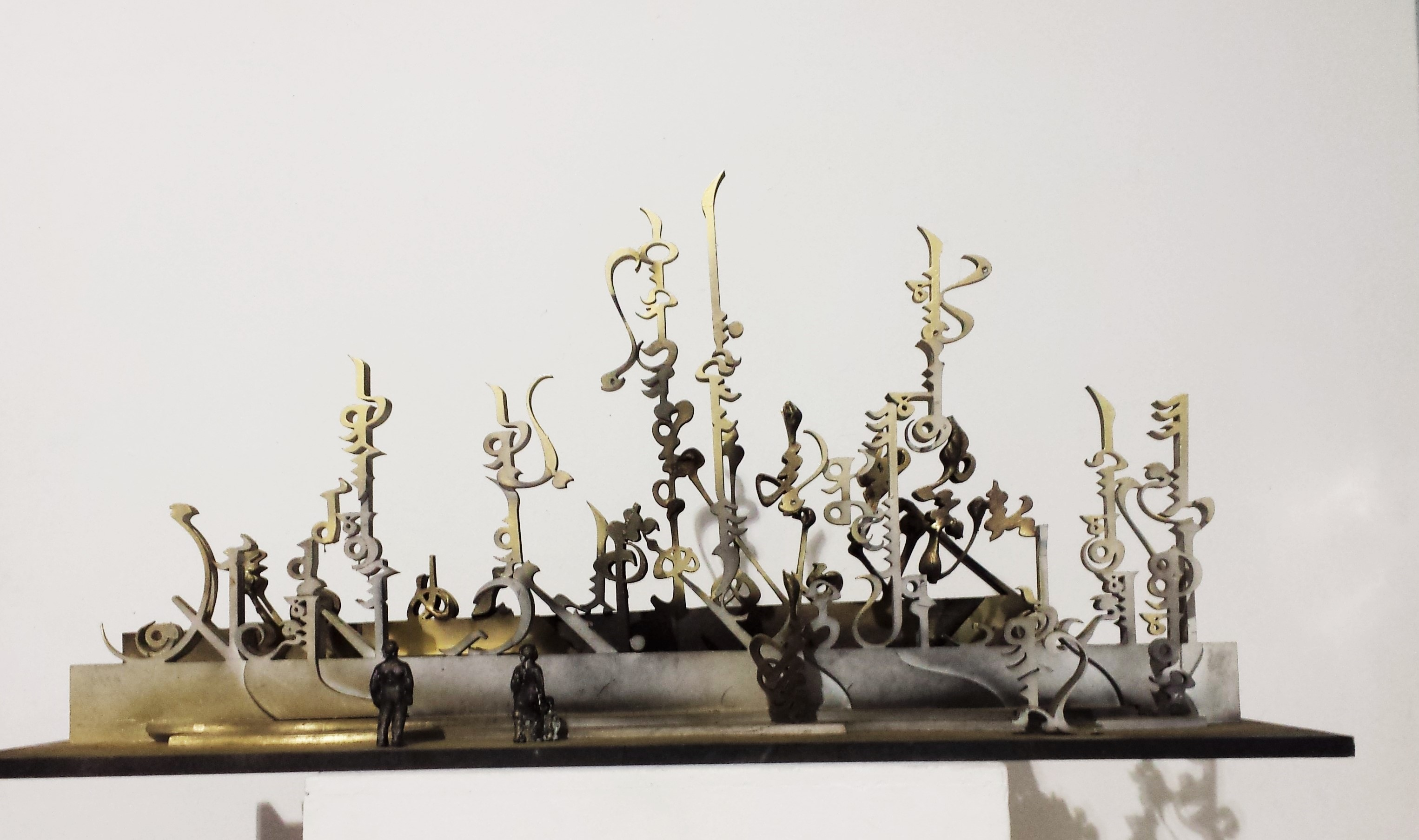
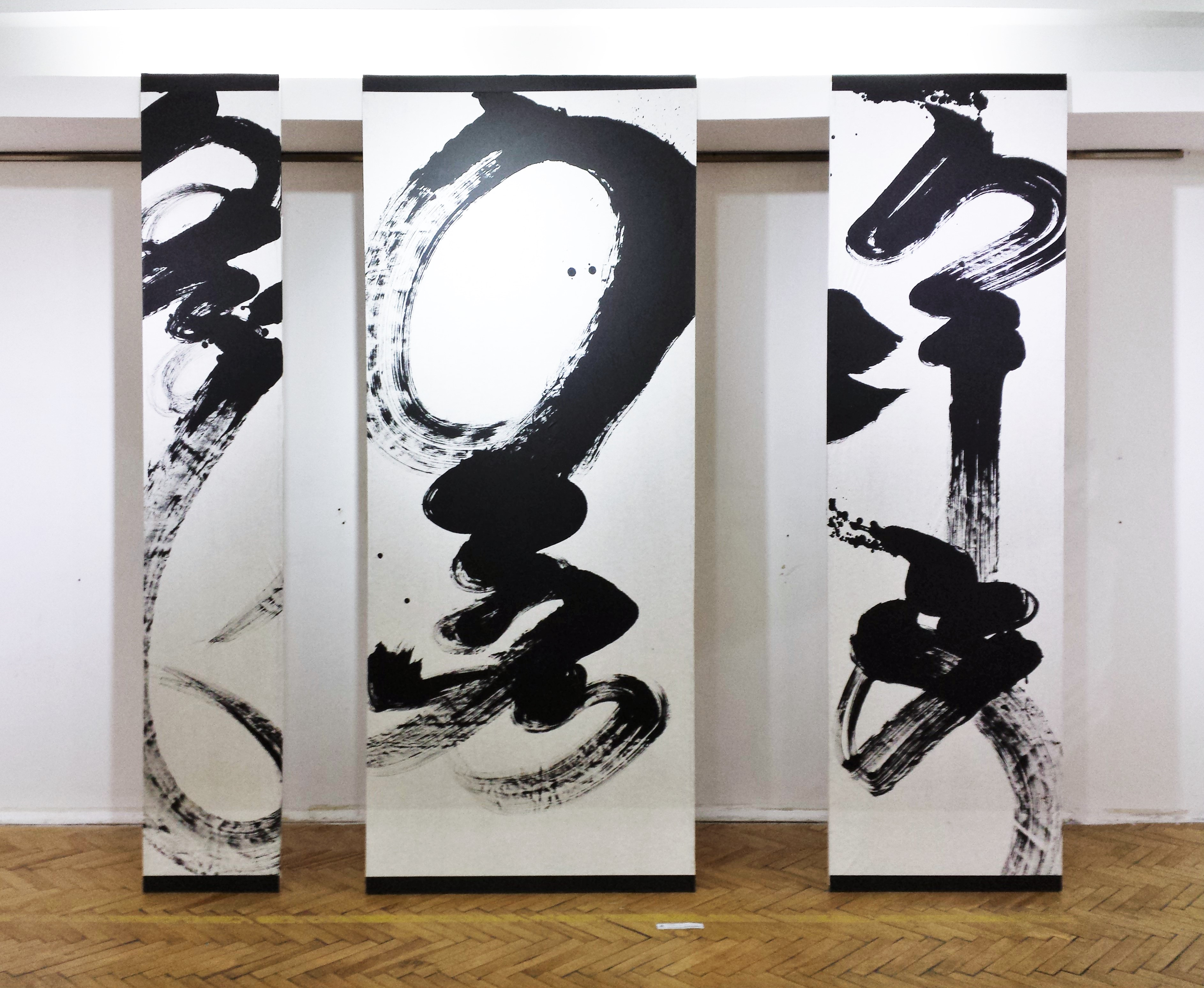
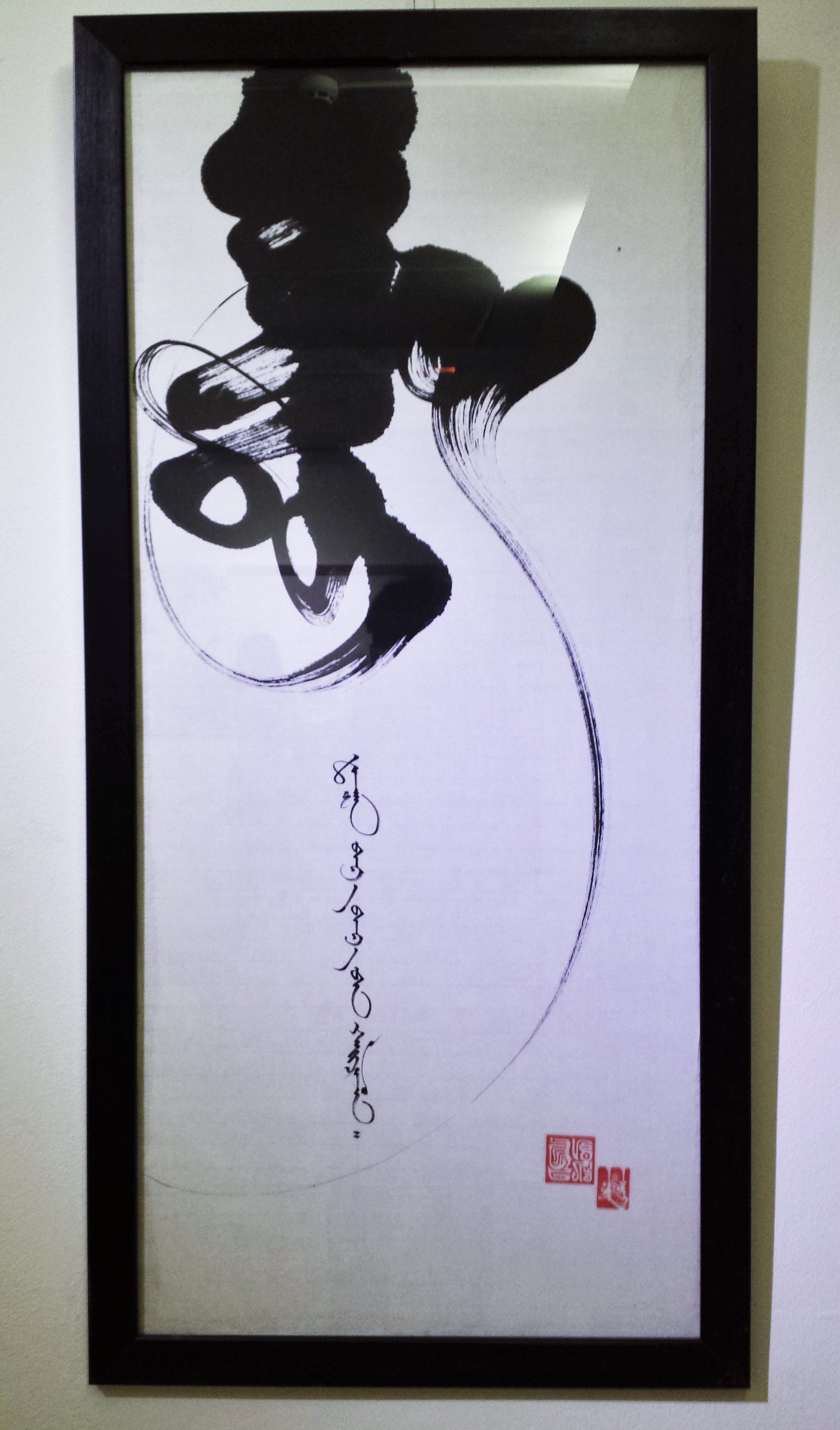
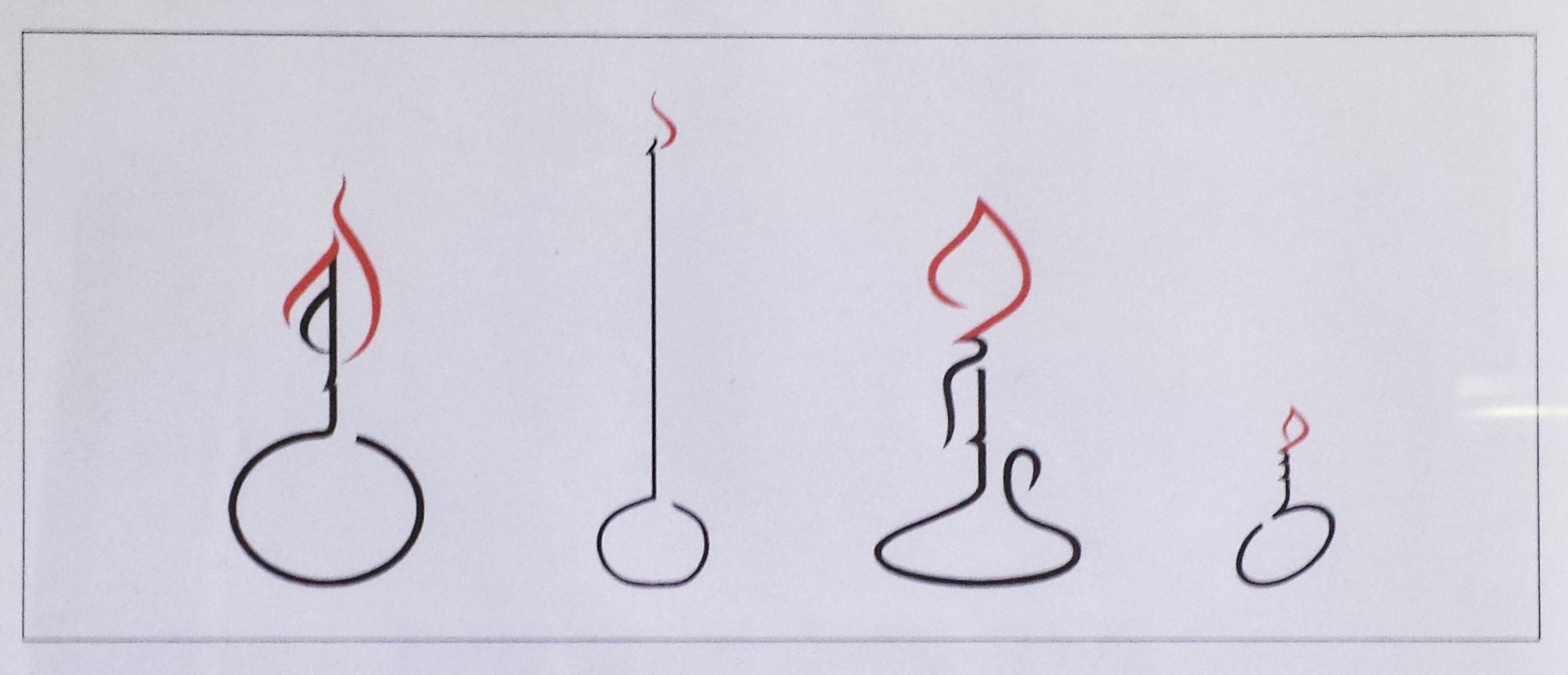
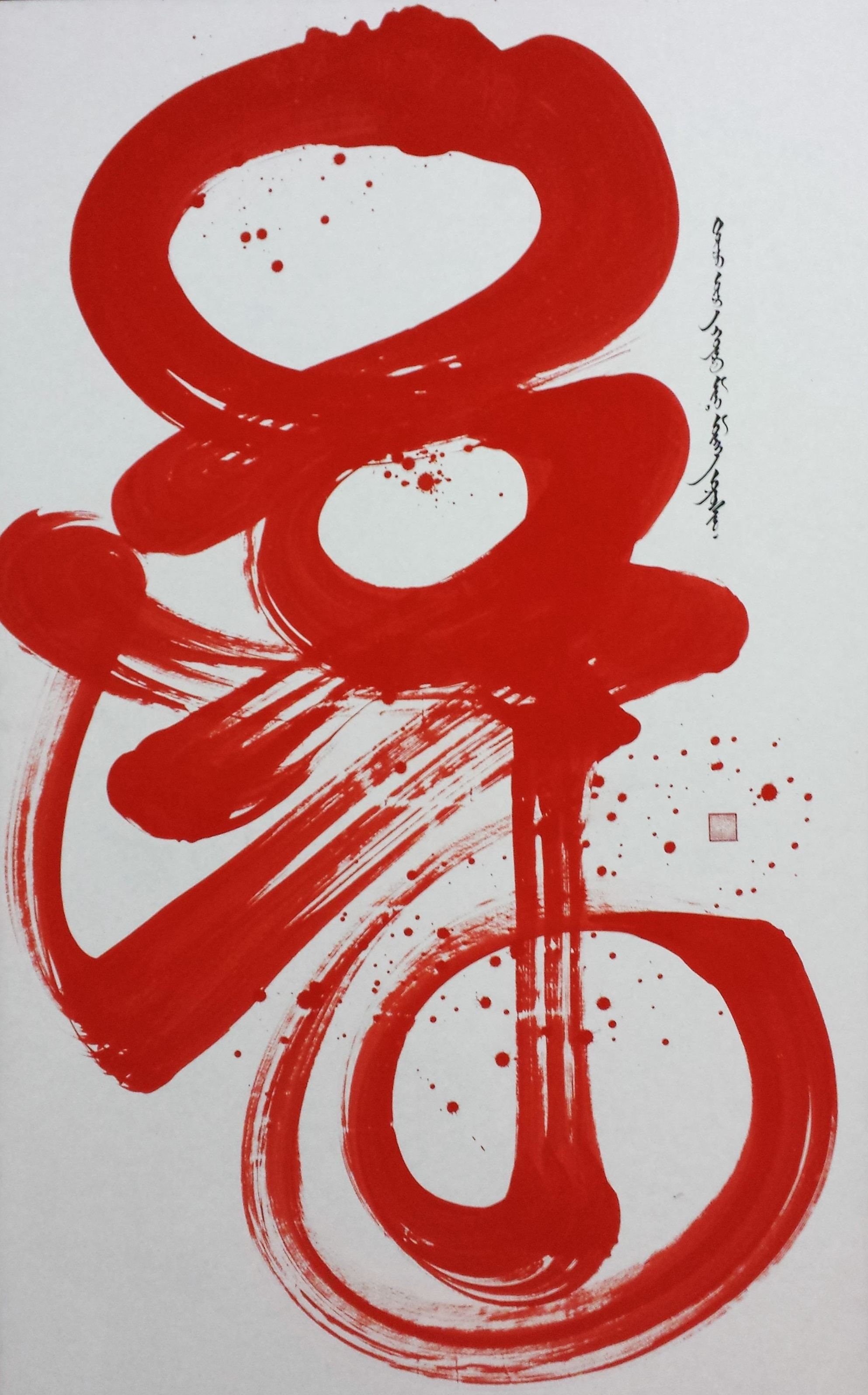
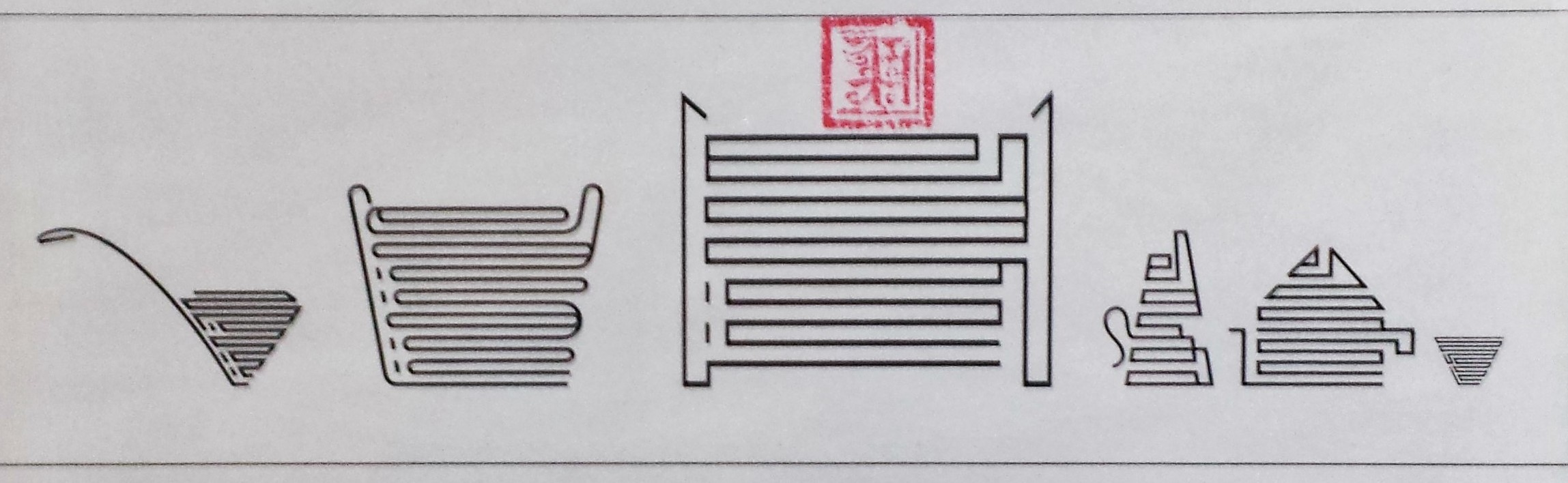
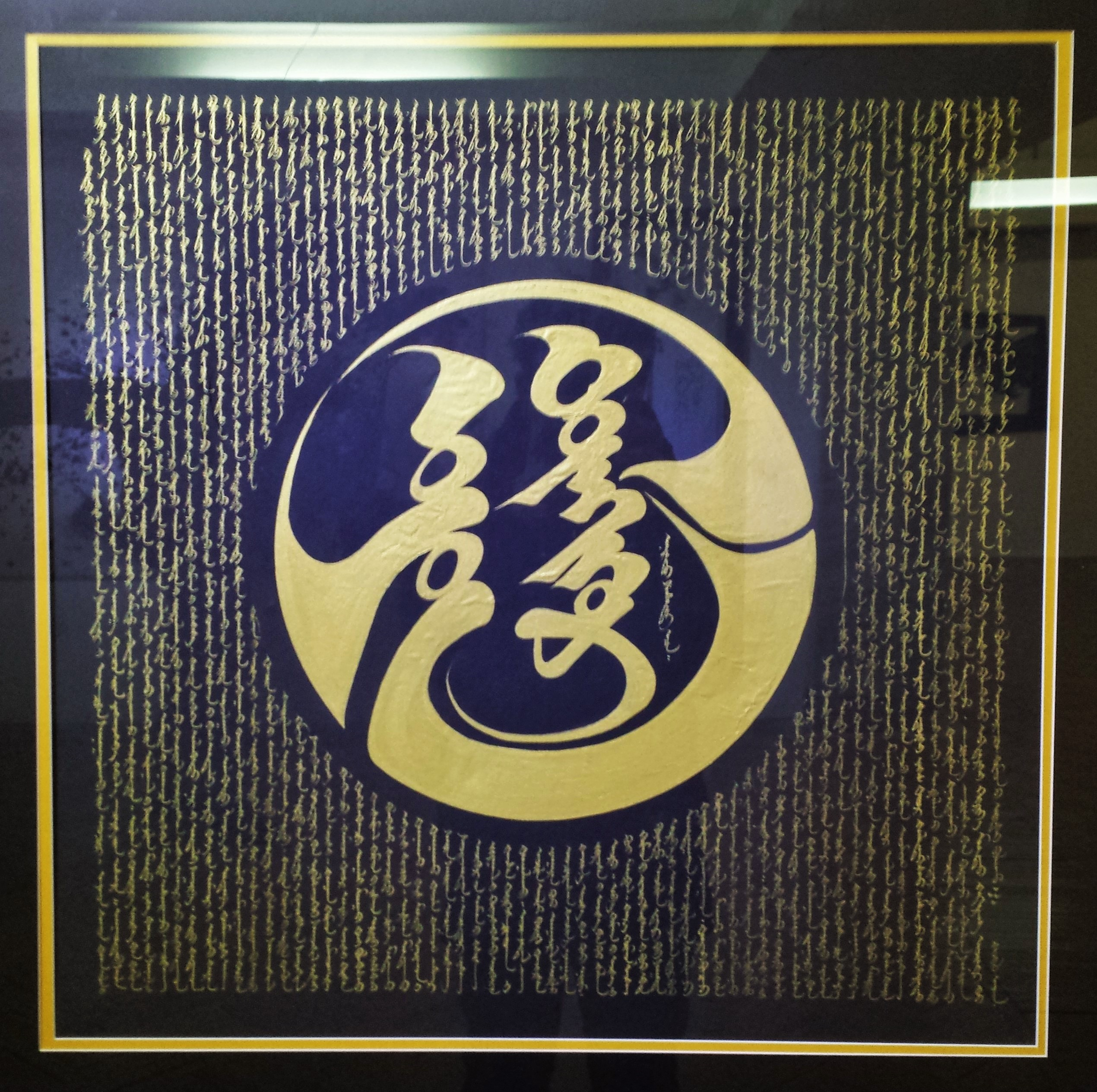
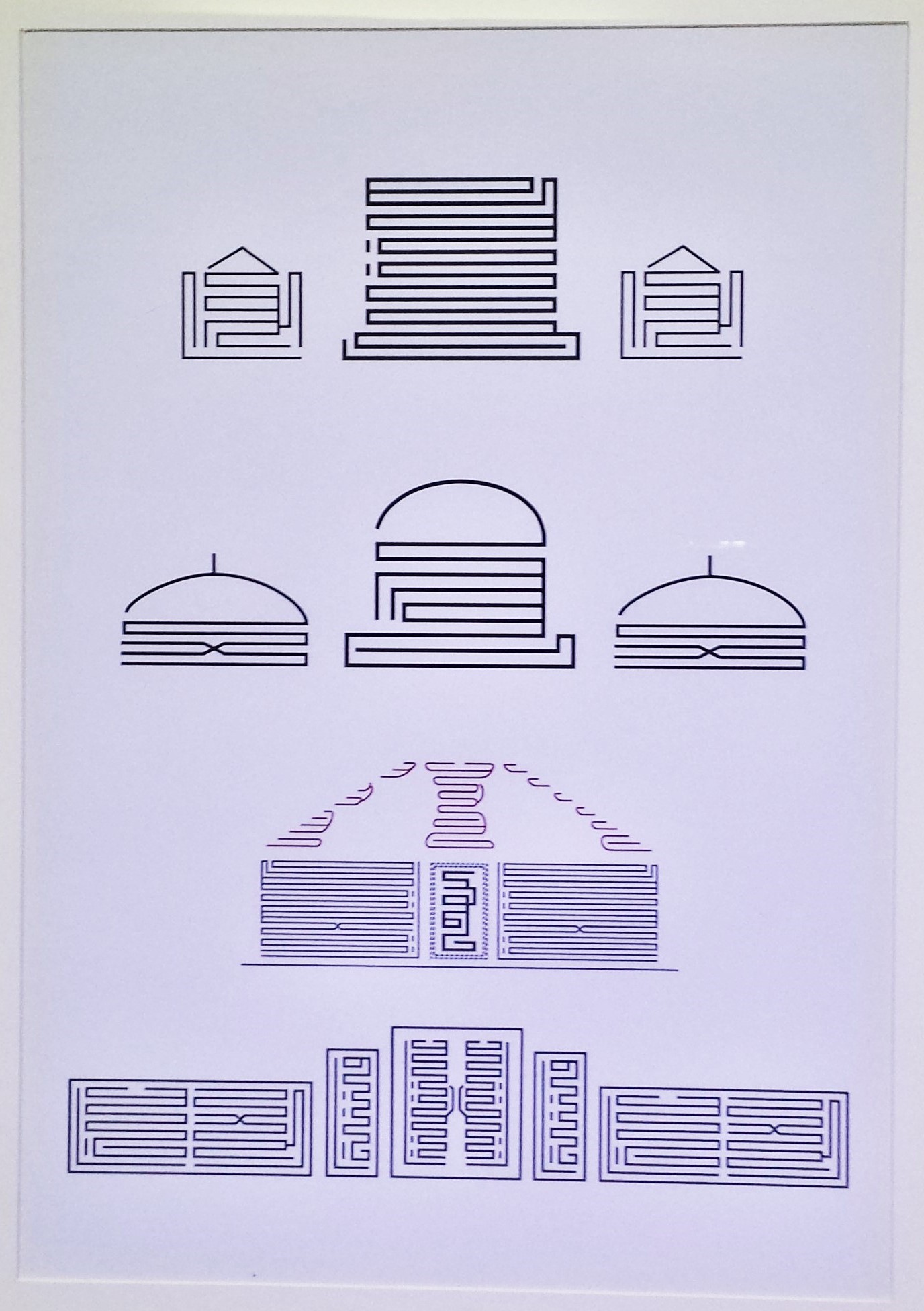